# Bakir Izetbegović
Bakir Izetbegović, född 28 juni 1956 i Sarajevo, Federationen Bosnien och Hercegovina i Bosnien och Hercegovina (dåvarande Folkrepubliken Bosnien och Hercegovina i Folkrepubliken Jugoslavien), är en bosnisk politiker som är vice ordförande för Partiet för demokratisk aktion. I oktober 2010 valdes han som den bosniske representanten i det tredelade bosniska presidentskapet.
.